# Hayden (Kolorado)
Hayden – miasto w Stanach Zjednoczonych, w stanie Kolorado, w hrabstwie Routt.